# Final Fantasy Tactics Advance
Final Fantasy Tactics Advance (jap. ファイナルファンタジータクティクスアドバンス Fainaru Fantajī Takutikusu Adobansu) to taktyczna gra fabularna wyprodukowana i wydana przez Square Co., Ltd. (obecnie Square Enix) dla przenośnej konsoli Game Boy Advance. Jest to spin-off serii Final Fantasy.